# Tun „Armstrong” de 63 mm, model 1883
Tunul „Armstrong” de 63 mm, model 1883 (RML 2.5 inch Mountain Gun) a fost un tun de munte cu tragere lentă, de fabricație britanică. :p. 43
A fost primul tun de munte din înzestrarea Armatei României, la începutul campaniei din anul 1916 din timpul Primului Război Mondial, fiind în evidență un număr de 36 de bucăți, în cadrul Regimentului de Artilerie de Munte 63 mm :p. 56

## Principii constructive
Tunul era destinat în principal pentru distrugerea forței vii a inamicului în zonele montane. Constructiv era prevăzut să poată fi demontat în patru piese – țeavă, culată, afet  și tren rulor - care puteau fi cărate fiecare samarizat pe un cal. Țeava era ghintuită, fiind construită din oțel forjat, iar culata se monta la țeavă pri înșurubare. Încărcarea se făcea pe la gura țevii. Proiectilele erau încărcate cu șrapnele sau explozive. Tunul era montat pe un afet mobil cu două roți cu spițe din lemn. :pp. 43-44